# 赤とんぼの唄
「赤とんぼの唄」（あかとんぼのうた）とは、あのねのねの楽曲で1枚目のシングルである（メジャーデビュー作）。
1973年3月10日に発売。なお、童謡の「赤とんぼ」とは関係ない。
実況録音盤。ジャケットに歌詞は掲載されていない。かつてあのねのねのメンバーだった笑福亭鶴瓶は、2018年2月27日放送『チマタの噺』（テレビ東京系）で「あの唄は、もともと砂川捨丸・中村春代師匠の漫才の歌だったんです。それをあいつらがアレンジして売れたんです。」と述懐している。
あのねのねと親交のある嘉門タツオは、2曲共にアレンジして取り上げている。「魚屋のおっさんの唄」を拡大した「WE ARE THE 魚屋のオッサン '91」ではあのねのねの2人も参加している。1994年に発売したシングル「ネコニャンニャンニャン [達夫＆伸郎バージョン]」ではタイトルの曲と共に2曲とも登場する。タイトル通り、この曲では原田伸郎が参加している。

## 収録曲
- 全作詞:清水國明　作曲:原田伸郎

1. 赤とんぼの唄（2分40秒）
2. 魚屋のおっさんの唄（2分55秒）

## 要注意歌謡曲指定制度との関係
1973年3月29日、本シングルの収録曲が日本民間放送連盟の要注意歌謡曲指定制度の審査対象となった。指定は受けなかったが「審査対象となったこと」が問題になり、ジャケットに歌詞が掲載されないEPが発売される結果となった。本レコードの発売元であるキャニオンレコードはニッポン放送の関連会社であり、同制度の審査にはニッポン放送の役員が関与していた。なお、あのねのねの次のシングルに収録された「あのねのねのしんきょく」は要注意歌謡曲指定（放送禁止）を受けた。なお、同制度は1983年に廃止され1988年までに消滅。